# جو سبينس (لاعب كرة قدم)
جو سبينس (بالإنجليزية: Joe Spence)‏ (13 أكتوبر 1925 في المملكة المتحدة - 1 ديسمبر 2009 في المملكة المتحدة) هو لاعب كرة قدم بريطاني (وحمل سابقاً جنسية المملكة المتحدة لبريطانيا العظمى وأيرلندا) في مركز قلب الدفاع. لعب مع نادي بيرتن ألبيون ونادي تشيسترفيلد ونادي يورك سيتي وBuxton F.C. ‏.